# Леопольдув (Лодзинське воєводство)
Леопольдув (пол. Leopoldów) — село в Польщі, у гміні Рава-Мазовецька Равського повіту Лодзинського воєводства.
Населення — 121 особа (2011).
У 1975-1998 роках село належало до Скерневицького воєводства.

## Демографія
Демографічна структура станом на 31 березня 2011 року:
|          | Загалом | Допрацездатний вік | Працездатний вік | Постпрацездатний вік |
| -------- | ------- | ------------------ | ---------------- | -------------------- |
| Чоловіки | 65      | 11                 | 49               | 5                    |
| Жінки    | 56      | 10                 | 30               | 16                   |
| Разом    | 121     | 21                 | 79               | 21                   |